# Phil Cortes
Phil Cortes (né le 21 avril 1982 à Campbellton) est un coureur cycliste canadien.

## Palmarès
- 2006
  - 1re étape de la Tobago Cycling Classic
  - 3e de la Tobago Cycling Classic
- 2008
  - 6e étape du Tour du Costa Rica